# Nyírlövő, Szabolcs-Szatmár-Bereg
Nyírlövő  este un sat în districtul Kisvárda, județul Szabolcs-Szatmár-Bereg, Ungaria, având o populație de 729 de locuitori (2011). 

## Demografie
Componența etnică a satului Nyírlövő
     Maghiari (98,9%)
     Alții (1,1%)
Componența confesională a satului Nyírlövő
     Reformați (48,7%)
     Greco-catolici (19,48%)
     Romano-catolici (13,72%)
     Fără religie (1,37%)
     Necunoscută (16,74%)
     Alte religii (0,41%)
Conform recensământului din 2011, satul Nyírlövő avea 729 de locuitori. Din punct de vedere etnic, majoritatea locuitorilor (98,9%) erau maghiari. Nu există o religie majoritară, locuitorii fiind reformați (48,7%), greco-catolici (19,48%), romano-catolici (13,72%) și persoane fără religie (1,37%). Pentru 16,74% din locuitori nu este cunoscută apartenența confesională.